# Budle
Budle är en ort i civil parish Bamburgh, i grevskapet Northumberland i England. Orten är belägen 18 km från Wooler. Budle var en civil parish 1866–1955 när det uppgick i Bamburgh. Civil parish hade 54 invånare år 1951.